# Río Chinguales
Der Río Chinguales, auch Río Chingual oder Río Chunquer, ist der etwa 100 km lange linke Quellfluss des Río Aguarico im Nordosten von Ecuador.

## Flusslauf
Der Río Chinguales entspringt in der Cordillera Real, etwa 25 km südlich der Stadt Tulcán. Das Quellgebiet liegt in der Provinz Carchi auf einer Höhe von etwa 3750 m. Der Río Chinguales fließt anfangs knapp 10 km nach Norden und wendet sich anschließend nach Osten. Die Fernstraße E10 folgt nun dem Flusslauf. Der Río Chinguales bildet die Grenze zur Provinz Sucumbíos. Ab der Einmündung des Río Pun von links bildet der Río Chinguales die Staatsgrenze zu Kolumbien. Der Río Chinguales trennt das Departamento de Nariño (Gemeinde Ipiales) am linken Flussufer von der Provinz Sucumbíos am rechten Flussufer. Bei Flusskilometer 64 trifft der Río San Francisco von Norden auf den Río Chinguales. Dieser wendet sich nun nach Süden. Bis Flusskilometer 32 bildet der Río Chinguales die Grenze zu Kolumbien. Der Río Chinguales fließt weiter nach Süden durch die Provinz Sucumbíos. Schließlich vereinigt sich der Río Chinguales mit dem von Westen kommenden Río Cofanes zum Río Aguarico. Der Río Chinguales entwässert ein Areal von etwa 1070 km².